# Vogelsdorf (Huy)
Vogelsdorf ist ein Ortsteil der gleichnamigen Ortschaft der Einheitsgemeinde Huy im Landkreis Harz in Sachsen-Anhalt.

## Geografie
Der Ort liegt im Harzvorland nördlich vor Halberstadt und 50 km westlich von Magdeburg.

## Geschichte
Am 1. April 2002 bildete die Gemeinde Vogelsdorf zusammen mit den anderen zehn Gemeinden der aufgelösten Verwaltungsgemeinschaft Huy die neue Gemeinde Huy.

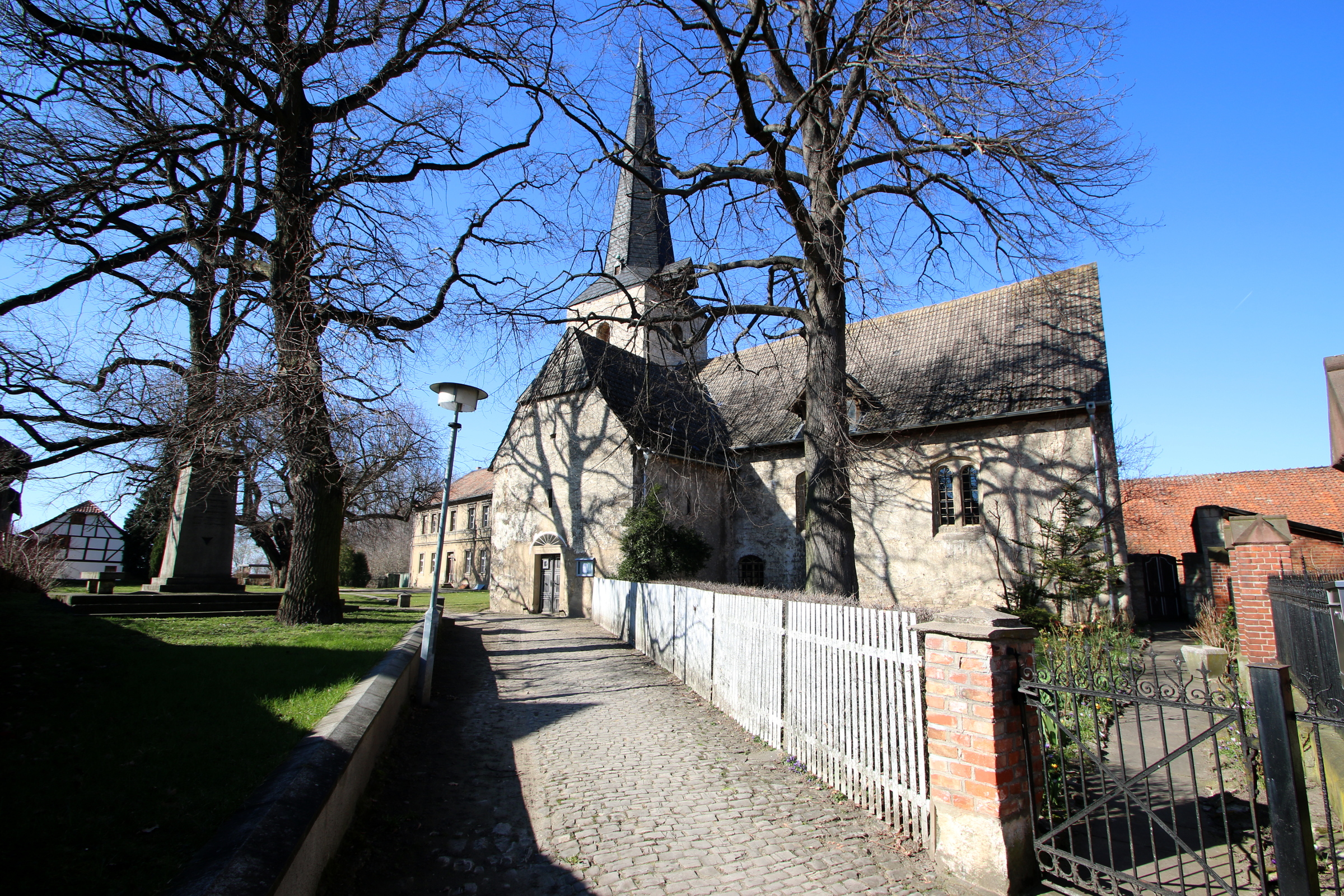
Dorfkirche Vogelsdorf

Die Kirche St. Nicolai wird bis 2021 saniert und umgebaut.

## Politik

### Ortschaftsrat
Als Ortschaft der Einheitsgemeinde Huy übernimmt ein so genannter Ortschaftsrat die Wahrnehmung der speziellen Interessen des Ortes innerhalb bzw. gegenüber den Gemeindegremien. Er wird aus fünf Mitgliedern gebildet.

### Bürgermeister
Als weiteres ortsgebundenes Organ fungiert der Ortsbürgermeister, dieses Amt wird zurzeit von Falko Knocke wahrgenommen.

### Wappen
| | Blasonierung: „In Grün eine silberne goldbewehrte Taube auf der Astgabel einer silbernen Birke mit goldenen Blättern.“ |
| Wappenbegründung: Die Farben des Ortes sind Weiß (Silber) / Grün. Hierbei handelt es sich um ein redendes Wappen, Vogel (Wildtaube) für Vogelsdorf. Die Schildfarbe Grün steht für die Fruchtbarkeit der Umgebung des Ortes, die silberne, golden beblattete Birkengabel für die Nähe zum Großen Bruch. Das Wappen wurde von der Heraldikerin Erika Fiedler aus Magdeburg gestaltet und am 7. November 1996 durch das Regierungspräsidium Magdeburg genehmigt. | |

### Flagge
Die Flagge ist weiß / grün (1:1) gestreift mit aufgelegtem Ortswappen.

## Vereine
Vogelsdorf hat derzeit 5 aktive Vereine:
- Vogelsdorf (Er)leben e. V.
- Laienspielgruppe
- Vogelsdorfer Salon
- Freiwillige Feuerwehr Vogelsdorf
- Schützengilde Vogelsdorf e. V.